# Arcangelo Guglielmelli

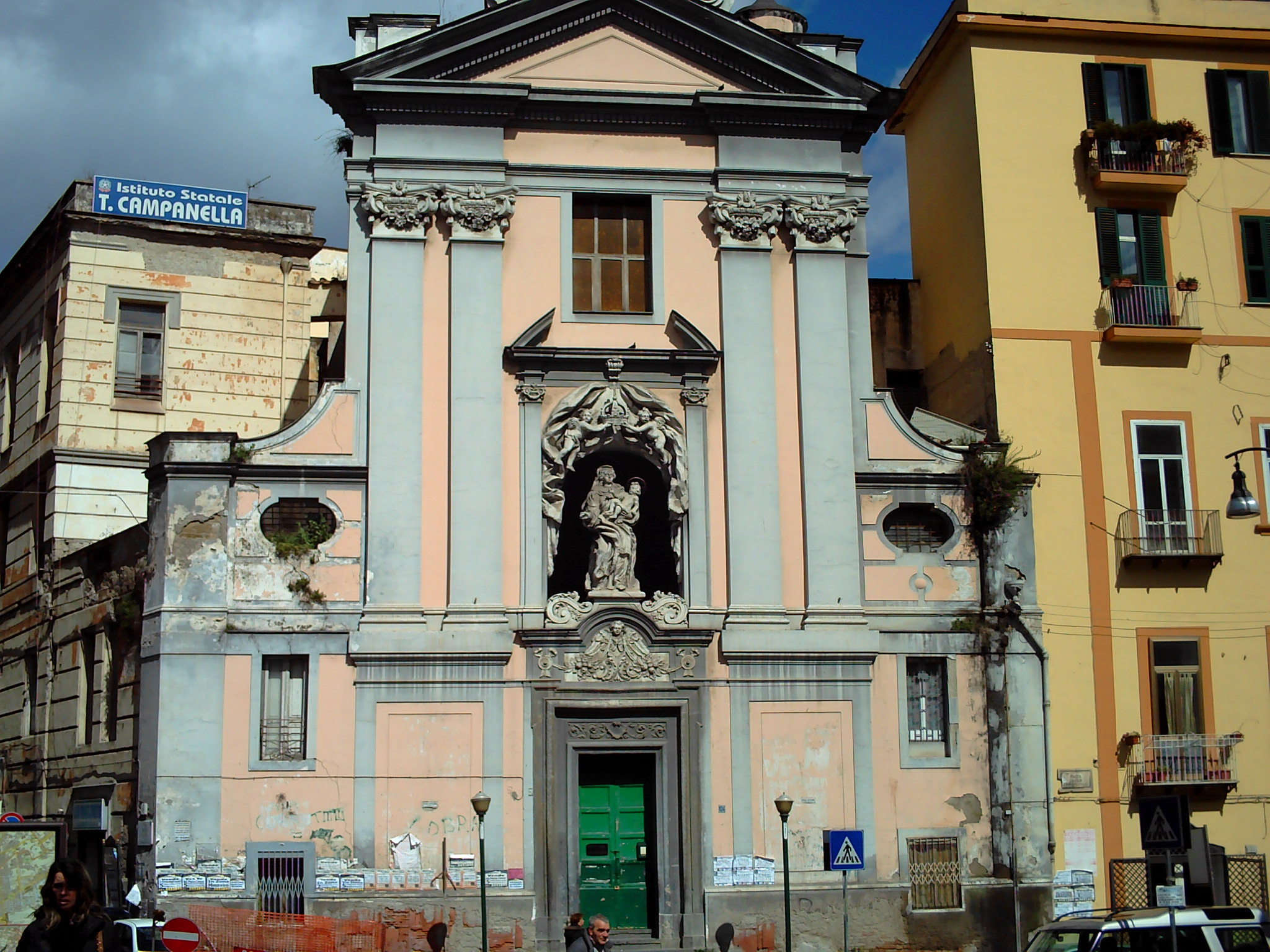
Façade de l'église Santa Maria del Rosario alle Pigne.

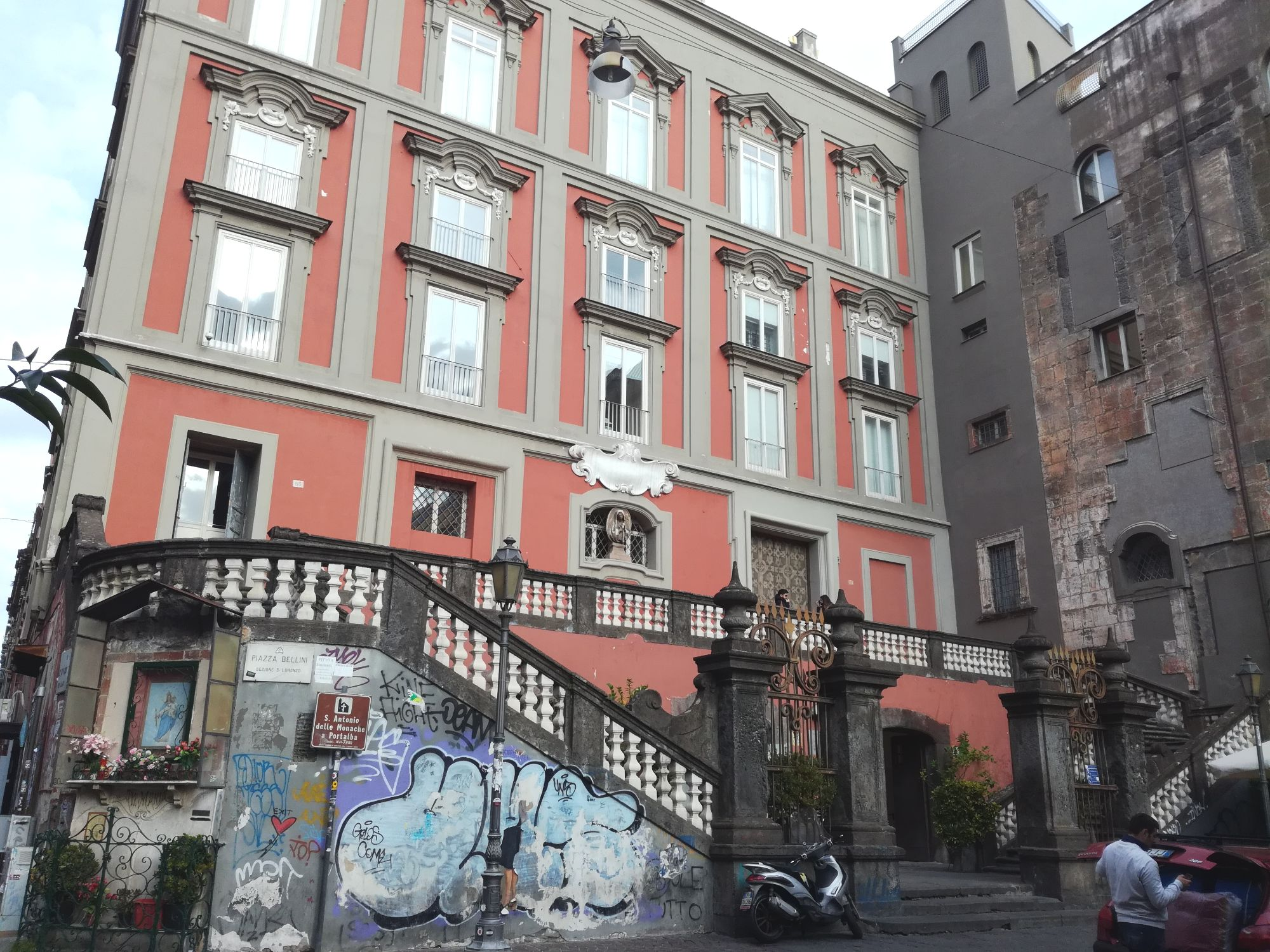
Façade du couvent Sant'Antonio alle Monache a Port'Alba.

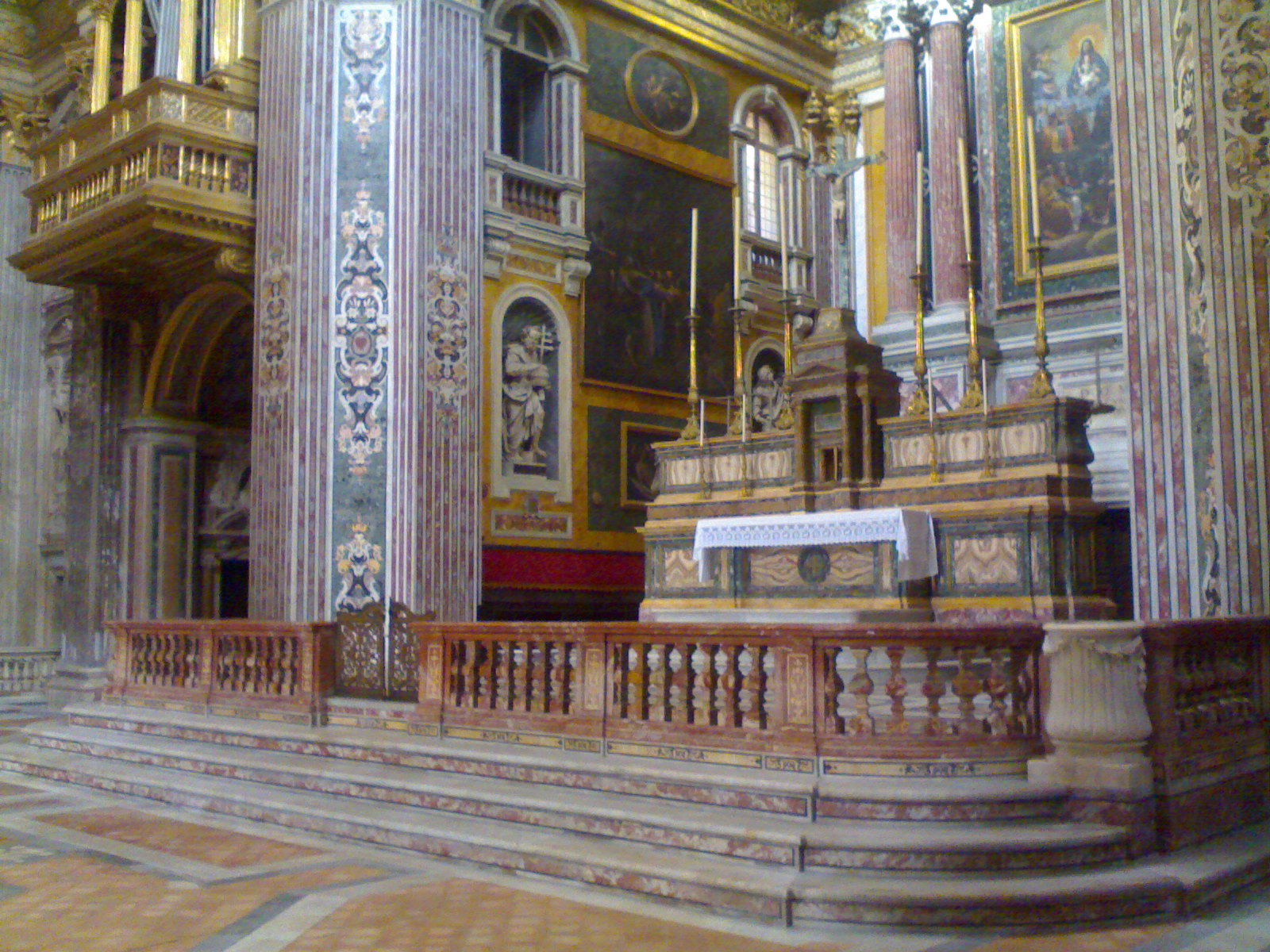
Chœur et maître-autel de l'église des Girolamini.

Arcangelo Guglielmelli, né à Naples en 1648 et mort à Naples le 22 janvier 1723, est un architecte et peintre italien actif dans le royaume de Naples.

## Biographie
Il naît de Marcello Guglielmelli et de son épouse, née Caterina Vera. Il se forme auprès du peintre Onofrio de Marino, puis du fameux Dionisio Lazzari qui le met en rapport avec des congrégations et ordres religieux commanditaires. Avec le temps, il rivalise avec le célèbre Francesco Solimena, car, à la différence de ce dernier, il puise dans la tradition napolitaine. Guglielmelli poursuit aussi une activité de peintre de la quadrature, collaborant avec Luca Giordano, notamment pour Jésus chasse les marchands du Temple de l'église des Girolamini, et avant sa rupture définitive avec Solimena, il collabore avec ce dernier pour le Miracle de la rose de l'église Santa Maria Donnaregina Nuova et pour la sacristie de la basilique San Paolo Maggiore.
Il commence sa carrière personnelle en projetant des machines éphémères pour les festivités de la Saint Janvier en 1671 et pour les Quarante Heures de 1677. Cette année-là, il épouse la fille d'Onofrio de Marino, dont il a deux fils : Marcello Guglielmelli, architecte, et Gaetano, novice au couvent de l'église Santa Maria della Vita. Toujours en 1677, il restructure le chœur de l'église du Gesù delle Monache, ajoutant une petite coupole, d'inspiration berninienne, qui illumine l'autel. En 1678, il travaille pour le couvent Santa Maria della Consolazione et pour une chapelle de l'église Santa Maria della Stella, détruite par les bombardements américains de 1943.
Entre 1682 et 1684, il dessine les projets de stucs du couvent Sant'Antonio delle Monache a Port'Alba, en même temps que ceux de la façade de l'église Santa Maria in Portico ; en effet les tremblements de terre avaient obligé à renouveler l'appareil décoratif de ces églises. Il en profite pour acclimater à Naples des développements architectoniques typiquement romains. Après le tremblement de terre de 1688 (it), il s'occupe de la restauration de l'église de la Compagnia della Disciplina della Santa Croce. De 1690 à 1693, il refait entièrement l'église Santa Maria del Rosario alle Pigne, dont la structure est caractérisée par une planimétrie en croix grecque avec des bras transversaux courts et une façade très singulière : on y trouve au milieu une niche abritant la statue de la Vierge sous un panneau d'inspiration berninienne. À partir de 1691, il travaille pour l'église Santa Maria Egiziaca a Pizzofalcone. À la suite du récent tremblement de terre, il restaure et consolide la cathédrale d'Amalfi et la cathédrale de Salerne. Pour la première, il modifie la structure originale en substituant des piliers aux colonnes et en procédant à des travaux de maçonnerie pour les fenêtres, les stucs et les panneaux à caissons de la nef centrale. La façade n'est terminée qu'à la fin du xixe siècle et refaite par Enrico Alvino. Pour la cathédrale de Salerne, les travaux de consolidation durent de 1691 à 1697.
De 1691 à 1703, il refait entièrement l'église San Domenico de Barra. Guglielmelli transforme le plan elliptique de Giuseppe Nuvolo et agrandit le couvent, mais il est renvoyé du chantier en 1703 et remplacé par son rival Francesco Solimena.
En 1692, sur commande d'Antonio Sanfelice et du chanoine Carlo Celano (it), il dessine les plans de restauration de la basilique Santa Restituta ; il travaille à une solution à la Bernin en ce qui concerne le proscenium soutenu par des anges sculptés par Bartolomeo Ghetti (it) qui flanquent un tableau de Lorenzo Vaccaro. Entre 1692 et 1693, Guglielmelli dessine la nouvelle coupole de l'église du Gesù Nuovo, abattue au siècle suivant. Il restaure les chapelles et réalise des portails latéraux, avec le fronton du portail central, ce dernier réalisé par Pietro (it) et Bartolomeo Ghetti. Il remplace Giovan Battista Contini (it) en 1693 comme architecte ordinaire de l'abbaye du Mont-Cassin et remanie l'église San Germano de Cassino. En 1694, il est chargé d'agrandir l'église Santa Maria Donnalbina, lui ajoutant un chœur avec une coupole. En même temps, il réalise les travaux complémentaires de l'église San Carlo all'Arena et de l'église San Giorgio Maggiore et, en 1696, il commence à restaurer la façade de la basilique San Paolo Maggiore, mais il est remplacé en 1701. En 1699, il termine les travaux de réfection de l'église Sant'Antonio Abate ; il s'occupe en particulier de la décoration de la nef, avec notamment les espaces entre les fenêtres peints par Domenico Viola et il projette le plafond à caissons et le maître-autel.
En 1703, il collabore avec Nicola de Marino à compléter la façade de l'imposante église des Girolamini, ce même édifice pour lequel il avait travaillé entre 1697 et 1699 aux chapelles de l'Immaculée-Conception et du Très-Saint-Sacrement, y travaillant comme peintre quadraturiste et y ayant dessiné le maître-autel. Il refait aussi pour le couvent des Girolamini la grande bibliothèque qui n'est terminée qu'en 1727 par son fils. Entre 1705 et 1710, il travaille pour les dominicains de la basilique Santa Maria della Sanità, il est l'auteur de la chapelle de Saint-Vincent-Ferrier et de la machine théâtrale de marbre et de stuc du chœur de la basilique et pour laquelle il bénéficie de l'aide de Cristoforo Schor. En même temps, il restaure avec son fils Marcello l'église Sant'Angelo a Nilo. Entre 1715 et 1723, il travaille pour l'exquise église Santa Maria delle Grazie, terminée par Giovan Battista Nauclerio. Il est également actif à la même époque auprès de l'église San Giuseppe dei Ruffi et, avec l'aide de son fils, réalise la seconde calotte de la coupole, la façade (terminée en 1721) et divers travaux pour son couvent.
Il meurt en 1723 et il est inhumé en l'église des Girolamini qu'il aimait tant, comme l'atteste le certificat de mort conservé dans les archives de la paroisse Santa Maria dell'Avvocata in San Domenico Soriano. À Montecassino, on peut admirer une collection de gravures de 1733 (dix ans après sa mort) réalisées selon ses dessins montrant divers projets du génial architecte entre 1697 et 1699.

## Dessins de Montecassino

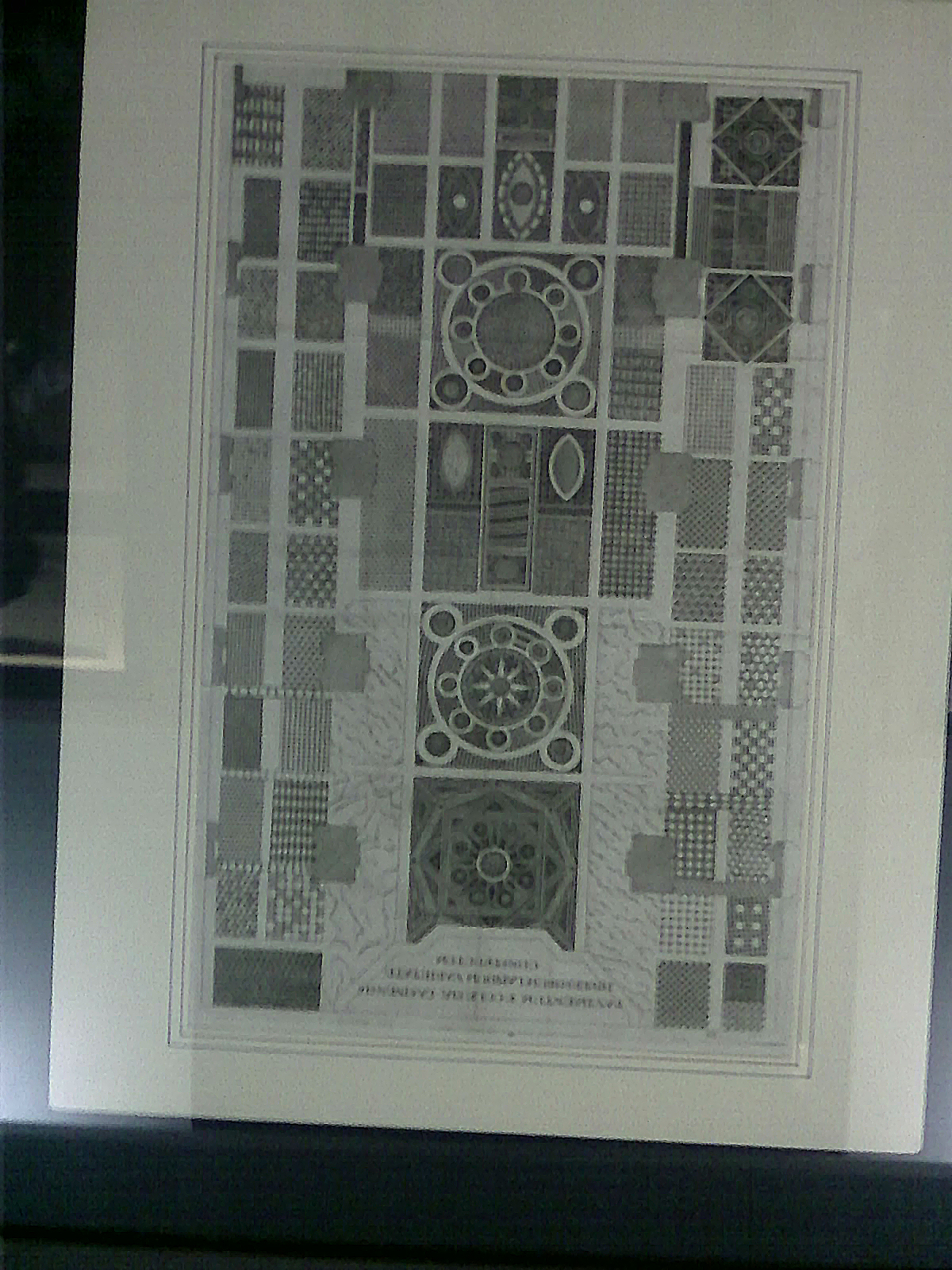
Pavement de l'église abbatiale
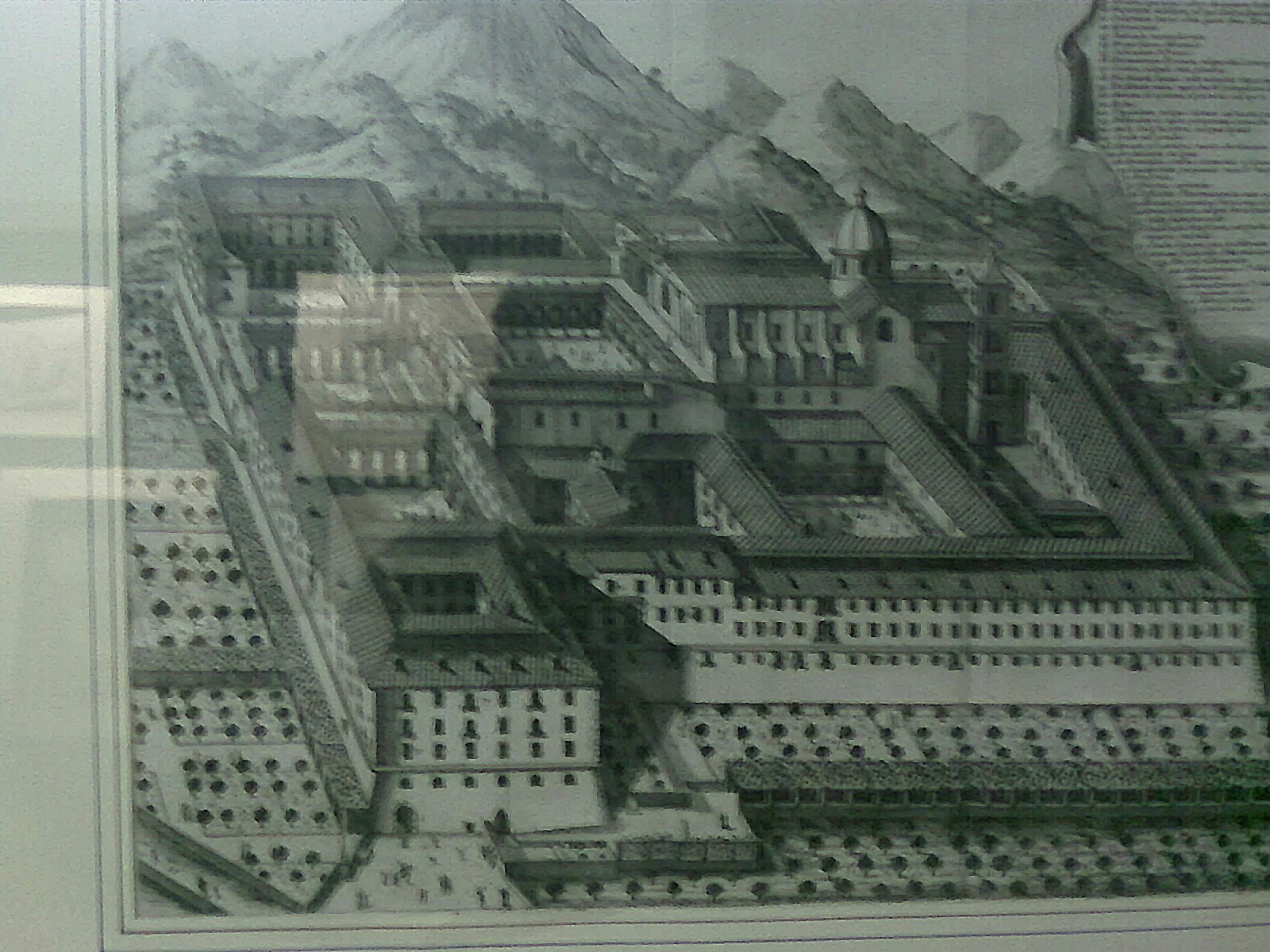
Vue de l'abbaye
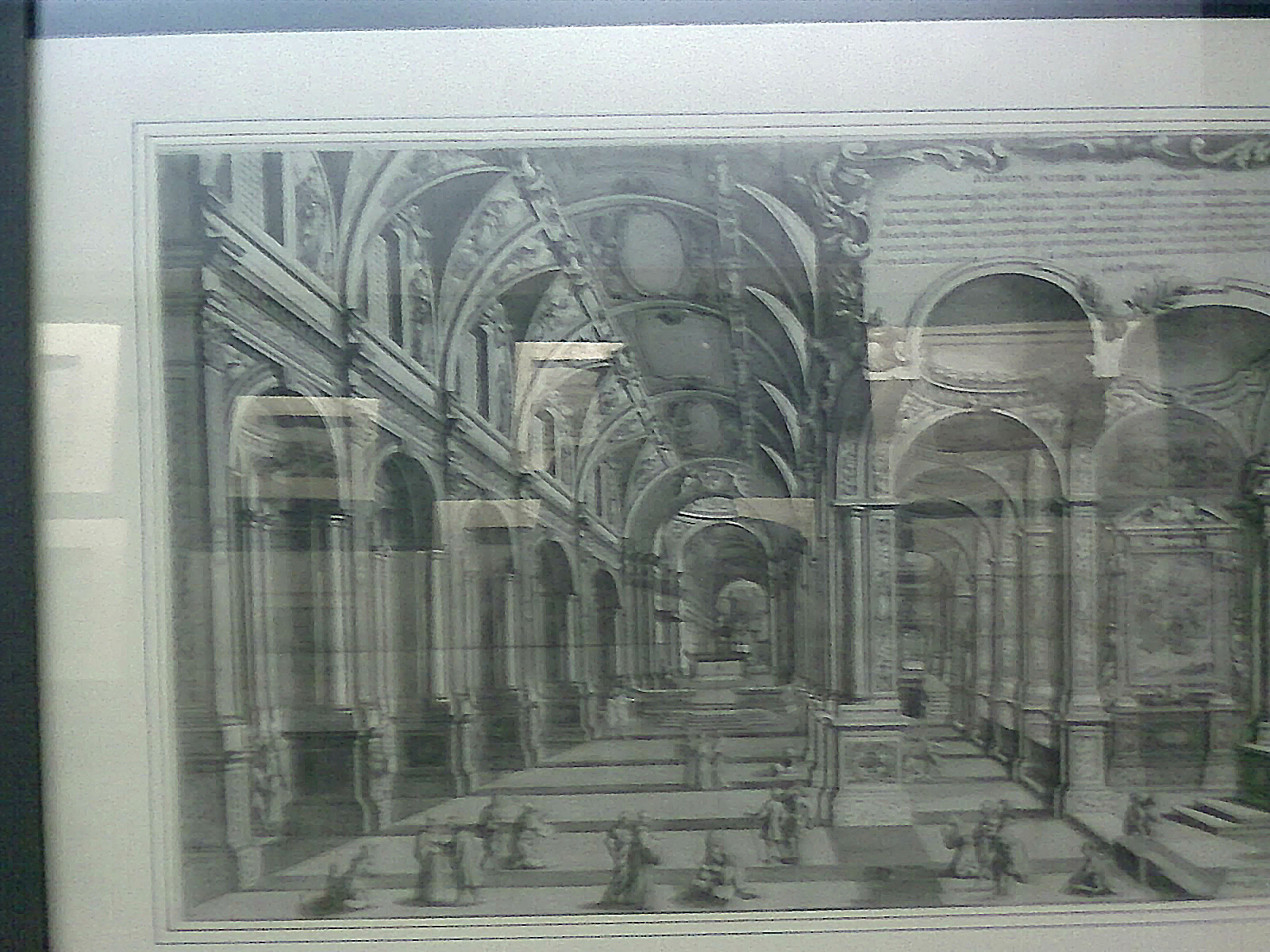
Découpe de l'église

## Source de la traduction
- (it) Cet article est partiellement ou en totalité issu de l’article de Wikipédia en italien intitulé « Arcangelo Guglielmelli » (voir la liste des auteurs).